# Enrique de Borja y Aragón
Enrique de Borja y Aragón (né  à Gandia, près de Valence en Espagne, le 19 décembre 1518 et mort à Viterbe le 19 janvier 1540) est un cardinal espagnol.
Il est le fils de Juan Borgia, le 3e Duc de Gandia, et de Jeanne d'Aragon, fille d'Alphonse d'Aragon (1470-1520), archevêque de Saragosse, qui est le fils illégitime de Ferdinand le Catholique (Ferdinand II d'Aragon). Il est le frère du saint  Francisco de Borja y de Aragón, le demi-frère du cardinal Rodrigo Luis de Borja y de Castre-Pinós (1536) et l'arrière-petit-fils du pape Alexandre VI.

## Repères biographiques
Enrique de Borja y Aragón  est chevalier de l'ordre de Montesa et  comendador de  Las Cuevas. Il est élu évêque de Squillace en 1537. Le pape Paul III le crée cardinal lors du consistoire du 19 décembre 1539.